# Хаус Эллиотт, Карен
Карен Эллиотт Хаус (англ. Karen Elliott House, род. 7 декабря 1947 года) — американская журналистка, специализирующаяся на политике и социально-экономическом развитии ближневосточного региона. За серию интервью с королём Иордании Хусейном ибн Талалом в 1984 году получила Пулитцеровскую премию за международный репортаж.

## Биография
Карен Эллиотт родилась в техасском городе Матадор. После старшей школы она продолжила обучение в Университете штата в Остине. Ещё будучи студенткой, Эллиотт возглавила университетскую газету и работала стрингером для журнала Newsweek. Во время учёбы она участвовала в деятельности студенческих организаций «Техасские призраки», «Альфа-лямбда-дельта», «Каппа-тау-альфа», «Техас сегодня и завтра», женской общественной организации «Оранжевые жакеты» и почётного общества Mortar Board. Также девушка вышла в полуфинал университетского конкурса талантов Bluebonnet Belle.
Лето 1969 года Эллиотт провела в качестве интерна в газете Houston Chronicle. Получив год спустя степень бакалавра журналистики, она присоединилась к штату Dallas Morning News. Свою карьеру в издательстве девушка начала с позиции репортёра образовательного отдела газеты, но быстро продвинулась до редактора политических новостей в столичном бюро издания. В апреле 1974-го она присоединилась к штату Wall Street Journal. Следующие четыре года Эллиотт освещала вопросы нормативного регулирования, сельского хозяйства и энергетического сектора. В 1978—1983 годах журналистка сосредоточилась на международной повестке. Осенью 1982 года её приняли на позицию научного сотрудника в Институт политики при Гарвардском университете, где она вела семинар о внешней политике США. Через год журналистка переехала в Нью-Йорк, получив пост помощника редактора иностранных новостей в местном бюро Wall Street Journal.
За более чем тридцатилетнюю карьеру журналистка брала интервью у ряда мировых лидеров: президента Ирака Саддама Хусейна, премьер-министра Республики Сингапур Ли Куан Ю, президента России Владимира Путина, израильских политиков Шимона Переса и Биньямина Нетаньяху, короля Саудовской Аравии Абдаллы Аль Сауда, президента Египта Хосни Мубарака, премьер-министра Великобритании Маргарет Тэтчер, президентов США Ричарда Никсона и Джорджа Буша, канцлера Германии Гельмута Колья и других. В 1984 году Эллиотт получила Пулитцеровскую премию за серию интервью с королём Иордании Хусейном ибн Талалом, в которой обсуждались недостатки ближневосточного мирного плана администрации Рональда Рейгана.
В 1988 году журналистку приняли в качестве научного сотрудника в Национальную академию искусств и науки. Параллельно с 1989 года она около шести лет занимала позицию вице-президента по международным делам холдинга Dow Jones & Company, являющегося издателем Wall Street Journal. Позднее её повысили до президента по международным делам, к 2002 году — до позиции издателя. В период её руководства Wall Street Journal запустил газету выходного дня и журнал Personal Journal, освещающие финансовую, развлекательную и спортивную тематики. В 1995 году президент-основатель Тихоокеанского совета по международной политике Абрахам Ловенталь попросил Эллиотт присоединиться к руководству организации. Кроме того, она неоднократно выступала в качестве эксперта по международным отношениям для телеканалов PBS, FOX, CNN и CNBC.
В 2006 году Эллиотт вышла на пенсию, но продолжила журналистскую деятельность. В частности, с 2007 года она совершила более дюжины поездок в Саудовскую Аравию и в 2012 году выпустила книгу «О Саудовской Аравии: её народ, прошлое, религия, линии перелома и будущее». В 2020 году она приняла участие в написании книги «Королевство песка и цемента: меняющийся культурный ландшафт Саудовской Аравии». К тому моменту Эллиотт занимала пост старшего научного сотрудника Бельфорского центра науки и международных отношений при Гарвардской школе имени Кеннеди.

## Личная жизнь
Первым мужем Карен Эллиотт в 1975 году стал экономист Артур Хаус, фамилию которого она взяла как вторую. Но уже через восемь лет журналистка получила развод и открыто заявила о своих отношениях с вице-президентом Dow Jones & Company и лауреатом Пулитцеровской премии 1972 года Питером Канном. Пара познакомилась на одном из корпоративных мероприятий, но была вынуждена скрывать свои отношения в течение нескольких лет. Они поженились в 1984 году. В дальнейшем Эллиотт неоднократно сталкивалась с критикой, связанной с продвижениями по службе под надзором её мужа.

## Признание
В разные годы своей карьеры Карен Эллиотт Хаус входила в состав Совета по международным отношениям, правления Бостонского университета, консультативного совета Колледжа коммуникаций в Остине, Трёхсторонней комиссии, правления корпорации RAND. В 1996 году она стала лауреатом премии «Выдающийся выпускник» от Техасского университета в Остине и позднее была включена в Зал славы института. Журналистка также отмечена почётными степенями Бостонского университета (2003), Колледжа Лафайет (1992) и Университета Пеппердин (2013).
Помимо Пулитцеровской премии 1984 года, заслуги журналистки отмечены:
- именной премией Эдварда Вайнталя от Джорджтаунского университета (1980)[3];
- наградой Эдварда Худа за превосходные дипломатические репортажи о Саудовской Аравии (1982)[8];
- премией Клуба зарубежных корреспондентов[англ.] за выдающееся освещение международной повестки в ежедневной газете[7];
- наградой Университета Южной Калифорнии (1984)[8];
- именной премией Роберта Консидайна[англ.] от Клуба зарубежных корреспондентов[англ.][8].